# Cardiestra vaciva
Cardiestra vaciva är en fjärilsart som beskrevs av Rudolf Püngeler 1906. Cardiestra vaciva ingår i släktet Cardiestra och familjen nattflyn. Inga underarter finns listade i Catalogue of Life.